# Eumolpo
Eumolpo, na mitologia grega, foi um rei de Elêusis. Ele era filho do deus Posidão com Quíone, filha do deus do vento Bóreas e Orítia. Foi o fundador mítico do geno dos Eumólpidas, a principal família sacerdotal dos Mistérios de Elêusis.
Ele veio da Trácia para reinar em Elêusis. Durante a guerra entre Elusive e Atenas, morreram tanto o rei de Atenas, Erecteu quanto o filho de Eumolpo, Imarado. A paz foi celebrada entre Atenas e Elêusis, de forma que Elêusis mantivesse o controle dos mistérios de Elêusis, mas deixando todo o resto submisso aos atenienses. Segundo Estrabão, quem derrotou Eumolpo e os trácios que invadiram a Ática foi Íon, filho de Xuto; a mãe de Íon era uma filha de Erecteu.
Ele foi sucedido por seu filho mais novo Cérix, ancestral  mitológico da família sacerdotal ateniense [carece de fontes?] dos Cérices, que diziam que Cérix era filho de Hermes e Aglauro, filha de Cécrope.
Seu neto Nao tornou-se um sacerdote de Deméter em Feneu, na Arcádia.
No templo de Atena, na acrópole de Atenas, havia estátuas de bronze de dois guerreiros se encarando e preparando-se para a luta, as estátuas eram idenficadas como sendo de Erecteu e Eumolpo, mas Pausânias achava que este era um erro, as estátuas sendo de Erecteu e Imarado, o filho de Eumolpo.
O túmulo de Eumolpo, em Elêusis, era reconhecido pelos eleusinos e atenienses do século II d.C..